# الأغاني الخالدة (برنامج موسيقي)
الأغاني الخالدة (هانغل: 불후의 명곡)؛ هو برنامج مسابقات موسيقي تلفزيوني كوري جنوبي، يقدمه تاك جي هون، وتتميز كل حلقة بفنانين يؤدون أغان قديمة بطريقة مختلفة عن الأصلية.